# Plectroniella
Plectroniella  es un género monotípico de plantas con flores de la familia de las rubiáceas. Incluye una sola especie: Plectroniella armata (K.Schum.) Robyns (1928). Es nativa del centro y sur de África.

## Taxonomía
Plectroniella armata fue descrita por (K.Schum.) Robyns y publicado en Bull. Jard. Bot. État 11: 243, en el año 1928.
Sinonimia
- Canthium armatum (K.Schum.) Lantz
- Canthium ovatum (Burtt Davy) Burtt Davy
- Plectronia ovata Burtt Davy
- Plectroniella capillaris Bremek.
- Vangueria armata K.Schum.[3]